# Museo de historia de Madrid
Il Museo de Historia de Madrid è un museo che si trova a Madrid in Calle Fuencarral 78 e racconta la storia della capitale della Spagna.

## La sede
L'edificio che ospita il museo è l'antico Ospizio di San Fernando costruito nel XVIII secolo durante il regno di Filippo V. Al suo interno si possono trovare tele di Pedro Berruguete e Francisco Goya, mappe, carte e mobili di epoca asburgica e borbonica, e un notevole plastico della città di Madrid costruito nel 1830. È notevole il portale, che viene ritenuto un superbo esempio di barocco spagnolo.
Fu dichiarato complesso storico-artistico nel 1919 grazie all'intervento dell'Accademia delle belle arti di San Fernando e successivamente acquistato e restaurato dal Comune di Madrid per ospitarvi nel 1926 la mostra Exposición del Antiguo Madrid. Successivamente venne destinato a sede del Museo Municipal inaugurato il 10 giugno 1929 che, nel 2007, prese l'attuale nome.